# Morske zvezde
Morske zvezde (znanstveno ime Asteroidea) so razred iglokožcev, ki zajema okoli 1.500 vrst. Imajo značilno zvezdasto somerno in sploščeno telo s petimi ali več kraki. Večina morskih zvezd lahko obnovi manjkajoče krake, ki jih v obrambi odvržejo med napadom plenilca. Življenjski krog morskih zvezd je dokaj zapleten in vključuje tako spolni kot nespolni način razmnoževanja.
So plenilski morski organizmi, ki prebivajo v vseh svetovnih oceanih v različnih okoljih ter so zelo pomemben del ekosistema, v katerem bivajo. Nekatere invazivne vrste sicer povzročajo veliko škodo v ekosistemu in v gojiščih školjk. Prve morske zvezde so se verjetno pojavile v obdobju ordovicija, vendar so fosili morskih zvezd razmeroma maloštevilni, saj njihov ohlapno organiziran notranji skelet hitro razpade na več delov.
V človeški prehrani morske zvezde nimajo vidnejšega mesta, uživajo jih ponekod v Aziji. Zaradi izjemnih regeneracijskih sposobnosti so predmet raziskav na področju tkivnega inženirstva, jajčeca pa so primerna za raziskave osnovnih procesov razmnoževanja in razvoja. Priljubljene so v akvarijih, ponekod jih prodajajo kot spominke.

## Telesna zgradba
Telo je izrazito zvezdasto (radialno) somerno in sploščeno, iz katerega izrašča najmanj pet, včasih tudi do 40 krakov. Redkokdaj najdemo 4 krake, kar je pravzaprav razvojna nepravilnost. Kraki so pri nekaterih zvezdah kratki in široki, pri drugih pa zelo dolgi in tanki. Glede barve telesa prevladujejo različni odtenki rdeče in oranžne barve, obstaja pa tudi mnogo vrst, ki so obarvane modro, belo, sivo ali rjavo. Notranji skelet (endoskelet), zgrajen iz apnenca, je povečini ohlapno organiziran v strukture, imenovane osikli. Ti povečini tvorijo ploščice, ki pokrivajo zgornjo površino telesa, na stičišču krakov pa tvorijo sitasto (madreporno) ploščico, na kateri se nahaja madreporit. Ta deluje kot ventil, ki nadzoruje odpira v vodovodni sistem morske zvezde. Na površini nekaterih morskih zvezd se nahajajo majhni, škarjam podobni izrastki, imenovani pedicelariji, za katere se domneva, da pomagajo čistiti alge, prisesane organizme in organski drobir iz površine telesa.
Ustna odprtina se nahaja na spodnji strani in je vedno obrnjena proti dnu, nadaljuje pa se v dvodelni želodec, ta pa v zvezdasto črevo, ob katerem se nahajajo številne prebavne žleze. Zadnjik (če je prisoten), se nahaja na zgornji strani telesa.
Morske zvezde imajo obsežen vodovodni (ambulakralni) sistem, sestavljen iz kanalov, napolnjenih s tekočino. Ta deluje kot hidravlični sistem, ki je pomemben za premikanje, prisesavanje na podlago, izmenjavo dihalnih plinov ter pri prehranjevanju. Voda vstopi skozi madreporit v apnenčast kanal, ki vodi v krožni kanal. Iz slednjega v vsak krak vodi radialni kanal, ki se na vsaki strani prečno razveji v številne manjše kanale, ki so na koncih oblikovani v okrogle ampule. Iz ampul vodijo proti trebušni oz. spodnji strani brazdne nožice, s katerimi se morska zvezda premika. Brazdne nožice so tudi mesto izmenjave dihalnih plinov.
Na vršičkih krakov imajo zvezde posebna čutila, ki zaznavajo svetlobo, pedicelariji in drugi izrastki na površini telesa ter brazdne nožice pa zaznavajo dotike. Kljub nerazvitosti osrednjega živčevja imajo zvezde dokaj zapleteno živčevje s krožnim sistemom živcev okoli ustne odprtine ter radialnimi živci, ki potekajo vzporedno z radialnimi vodovodnimi kanali.

## Razmnoževanje in življenjski krog
Pri večini vrst sta spola ločena, vendar so nekatere vrste dvospolniki (hermafroditi). Nekatere vrste se razmnožujejo na nespolen način, preko cepitve (fizije) centralne ploščice ali avtotomije posameznih krakov.
Imajo izjemne regeneracijske sposobnosti, saj lahko iz odlomljenega kraka in delčka centralne ploščice zraste nov osebek, vendar so v zgodnjih fazah ogrožene zaradi okužb.
Življenjska doba se med vrstami zelo razlikuje, večja je pri vrstah z večjim telesom in pri tistih, katere ličinke živijo kot plankton. Takšen primer je vijolična morska zvezda (Pisaster ochraceus) z dolžino krakov do 25 cm, ki lahko doživi starost 34 let.

## Ekologija
Morske zvezde prebivajo na morskem dnu v vseh svetovnih oceanih, od tropskih do mrzlih območij, na različnih globinah, od plitvin, ki zajemajo npr. območja plimovanja, kamnite in peščene obale, tropske koralne grebene, kelpove gozdove in območja, porasla z morsko travo, pa do globljih predelov do globine okoli 6.000 m. Vsi iglokožci, torej vključno z morskimi zvezdami, morajo ohranjati ravnovesje elektrolitov v telesu, kar pomeni, da lahko bivajo samo v morski vodi. Morske zvezde so najbolj raznolike v plitvinah ob obali.
Morske zvezde so v splošnem prosto gibljivi plenilci, ki manjše organizme cele zaužijejo, večje pa prebavijo tako, da skozi usta izvihajo želodec. Ko prebavni sokovi prebavijo mehke dele, vpotegnejo želodec nazaj. Prehranjujejo se s školjkami, polži, algami, spužvami in drugimi majhnimi živalmi. Nekatere vrste so detritivori, tj. prehranjujejo se z organskim drobirjem in gnijočimi organskimi deli. Trnasta morska zvezda (Acanthaster planci) se prehranjuje s koralnjaki.
Zaradi velike prilagodljivosti na različna okolja, razmeroma velikega telesa in raznolike prehrane so morske zvezde zelo pomembne za ekosistem, v katerem bivajo. Določene invazivne vrste, kot je amurska zvezda (Asterias amurensis), imajo negativen vpliv na ekosistem, poleg tega pa povzroč gospodarsko škodo zaradi uničevanja gojišč školjk.

### Morske zvezde v Sloveniji
V slovenskem delu Tržaškega zaliva biva 7 vrst morskih zvezd. Iz reda Paxillosida je najbolj znana predstavnica pomarančasta zvezda (Astropecten aranciacus), njeni sorodnici sta še bodičasta zvezda (A. spinulosus) ter bleda zvezda (A. irregularis). Od morskih zvezd iz reda Valvatida bivata tu navadna zvezdica (Asterina gibbosa) ter gosjenoga zvezda (Anseropoda placenta), iz reda Spinulosida ognjenordeča zvezda (Echinaster sepositus) ter iz reda Forcipulatida bradavičasta zvezda (Marthasterias glacialis).

## Pomen za človeka
Jajčeca morskih zvezd so zaradi enostavne izolacije, velikosti, prozornosti in preprostega zagotavljanja ugodnih pogojev primerna za raziskave osnovnih procesov razmnoževanja in razvoja. Zaradi izjemnih sposobnosti regeneracije so uporabljene tudi v raziskavah tkivnega inženirstva.
Zaradi apnenčastega skeleta in neprijetnega okusa saponinov, ki se nahajajo v steni telesa, morske zvezde občasno uživajo le ponekod, recimo na Kitajskem, Japonskem in v Mikroneziji. Uživanje nekaterih vrst je lahko smrtno nevarno: telo morske zvezde Astropecten scoparius vsebuje tetrodotoksin z močnim nevrotoksičnim učinkom, po drugi strani pa uživanje vrst, ki se prehranjujejo s školjkami, lahko povzroči paralitično zastrupitev s školjkami.
Morske zvezde so priljubljene v akvarijih, ponekod v turističnih krajih pa se prodajajo kot spominki, predvsem vrsti Oreaster reticulatus in Protoreaster nodosus zaradi zanimivih barvnih vzorcev in lahko dostopnega terena, kjer bivajo. Zaradi ogroženosti je njihova prodaja ponekod (npr. v Floridi v ZDA) prepovedana.

## Galerija
V spodnji galeriji so prikazani predstavniki vseh sedmih redov morskih zvezd, ki jih razvrščamo glede na organizacijo osiklov v telesu, obliko brazdnih nožic ter tip pedicelarijev.
- Bodičasta zvezda (Benthopecten sp.)
red Notomyotida
- Pomarančasta zvezda (Astropecten aranciacus)
red Paxillosida
- Ognjenordeča zvezda (Echinaster sepositus)
red Spinulosida
- Plectaster decanus
red Spinulosida
- Choriaster granulatus
red Valvatida
- Protoreaster nodosus
red Valvatida
- Trnasta morska zvezda (Acanthaster planci)
red Valvatida
- Protoreaster linckii
red Valvatida
- Aquilonastra conandae
red Valvatida
- Myxaster sp.
red Velatida
- Neznana vrsta iz reda Brisingida
- Vijolična morska zvezda (Pisaster ochraceus)
red Forcipulatida
- Navadna morska zvezda (Asterias rubens)
red Forcipulatida
- Amurska zvezda (Asterias amurensis)
red Forcipulatida
- Stichaster australis
red Forcipulatida
- Bradavičasta zvezda (Marthasterias glacialis)
red Forcipulatida